# Kunstagent
Kunstagenten arbeiten meist im Auftrag von Berufskünstlern, welche von diesen exklusiv oder nicht exklusiv vertreten werden. Der Beruf des Kunstagenten wird häufig mit dem Kunstberater verwechselt, welcher jedoch eine neutrale Funktion auf dem Kunstmarkt wahrnimmt.

## Tätigkeit
Kunstagenten vertreten meist Bildende Künstler vor der Presse, vermitteln zwischen Galerien, Museen und Sammlern, handeln Verträge aus und organisieren den Kunstverkauf. In der Regel arbeiten Kunstagenten nach Etat oder als Angestellte des Künstlers – im Gegensatz zum in Provision beteiligten Kunstberater. Häufig nehmen heute bereits professionelle Werbe- oder PR-Kaufleute diese Aufgaben.
Kunstagenten sind meist im gehobenen Kunstmarkt anzutreffen und nehmen die Hauptaufgabe wahr, die Reputation und Absatz von Kunst zu steigern und somit ihren Wert zu erhöhen.
Umgekehrt werden häufig auch von Sammlern beauftragte Agenten als Kunstagent bezeichnet, wie etwa Johann Martin von Wagner für König Ludwig I. Hier handelt es sich jedoch um das eigentliche Berufsbild des Kunstberaters.

## Geschichte
Schon im 18. Jahrhundert war die Vertretung eines Künstlers durch Agenten im Handel der Brauch. Bis heute ist das Berufsbild des Kunstagenten jedoch noch nicht vollständig erschlossen. Es gibt weder eine spezifische Ausbildung, noch eine Lizenz, um diesen Beruf auszuüben.